# Hans Wallenberg
Hans Günther Michael Wallenberg (* 17. November 1907 in Deutsch-Wilmersdorf; † 13. April 1977 in Berlin) war ein deutscher Journalist, der im Exil US-amerikanischer Staatsbürger wurde.

## Leben
Wallenberg war der Sohn des Zahnarztes und Chefredakteurs Ernst Wallenberg beim Ullstein Verlag der Vossische Zeitung und B.Z. am Mittag und der Sophie geb. Majerowitsch. Geboren wurde er in der elterlichen Wohnung am Kurfürstendamm 109. Die Familie war jüdischer Konfession. Nach dem Studium in Berlin arbeitete Wallenberg von 1928 bis 1933 als Redakteur.
Wallenberg, der 1935 zum Katholizismus konvertiert war, musste 1937  emigrieren. Er floh aus Berlin zunächst nach Prag, wo er das Schuhmacher-Handwerk lernte, und dann 1938 weiter in die USA. Dort arbeitete er in New York zunächst als Aushilfsschreiber für Anwälte und Geschäftsleute. 1939 gründete er in New York eine eigene Firma für Druckereivermittlung und wurde später auch amerikanischer Staatsbürger.
Nach Eintritt der Vereinigten Staaten in den Zweiten Weltkrieg wurde er 1942 zum Militär eingezogen, und im Frühsommer 1945 als US Army-Offizier in seine Heimatstadt versetzt. Laut Eigenangaben engagierte er sich für die Erhaltung des alten Ullsteinhauses in Tempelhof, das 1937 in "Deutsches Haus" umbenannt worden war. Sein Befehl lautete, zu verhindern, dass die dort noch vorhandenen Zeitungsdruckmaschinen demontiert würden, was die sowjetische Besatzungsbehörde angestrebt hatte.
Er wurde vom US-State Department mit vielfältigen journalistischen Aufgaben betraut. Im Range eines Captain wurde Wallenberg Chefredakteur der am 8. August 1945 erstmals erschienenen Allgemeinen Zeitung in Berlin. Später folgte er Hans Habe von März 1946 bis September 1947 und von November 1949 bis 1955 als Chefredakteur der Neuen Zeitung in München, deren Herausgeber die Information Control Division der amerikanischen Besatzungsbehörde war.
Nach 1953 führte Wallenberg in New York seine Firma, die Druckprodukte jeder Art in verschiedenen Sprachen herstellte. 1959 kam er zu Axel Springer. Er wurde dessen Vertrauter und Leiter des Springer-Auslandsdienstes in New York. 

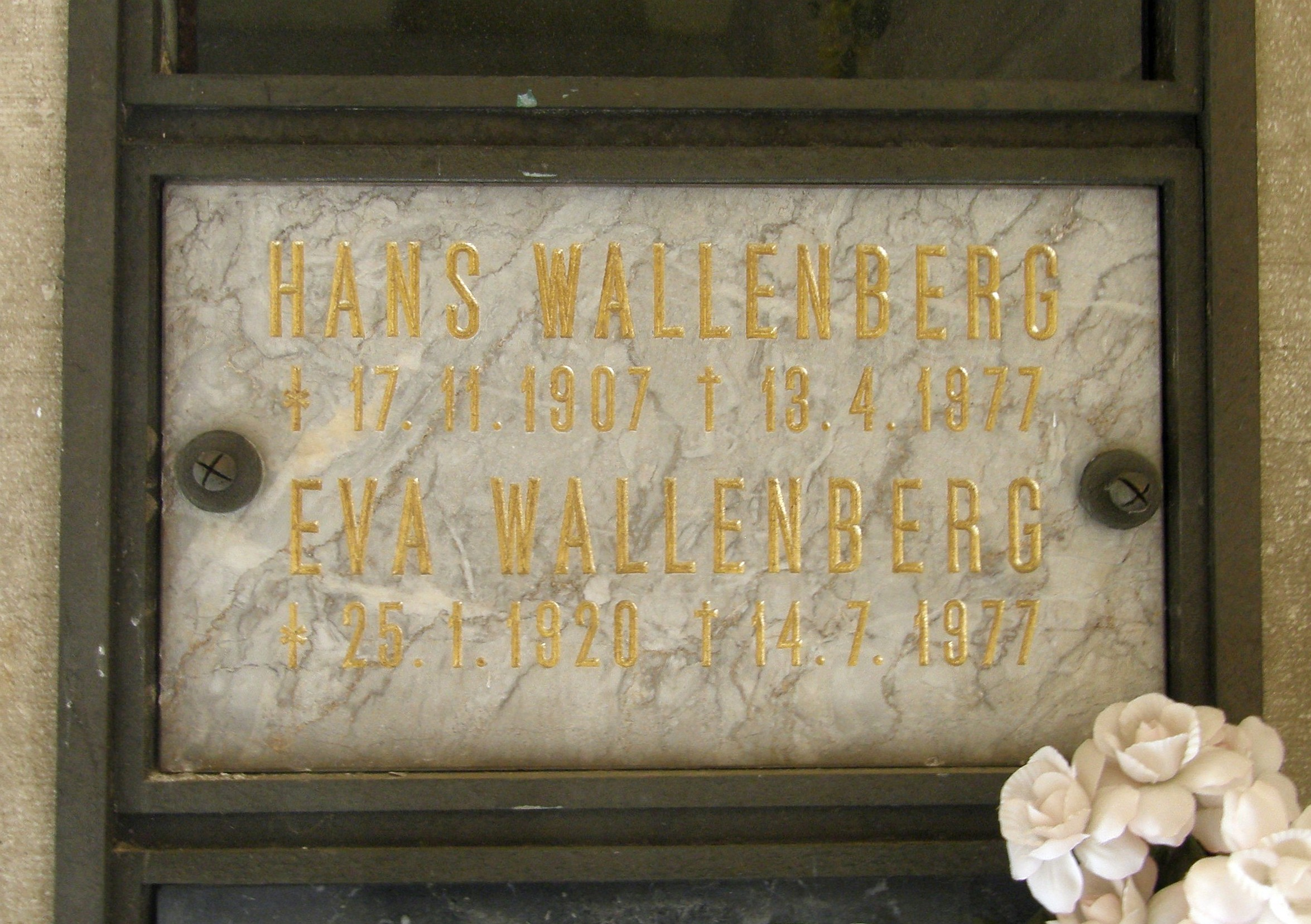
Wallenbergs Urnengrab auf dem Friedhof Wilmersdorf

1961 kehrte Wallenberg nach Berlin zurück und leitete die Public Relations-Abteilung des Axel Springer Verlags. Außerdem wurde er Generalbevollmächtigter der Ullstein GmbH, geschäftsführender Redakteur von Die Welt und war 1962 bis 1967 Direktor der Ullstein-Buchverlage. Seinen Lebensabend verbrachte er in Berlin.

## Privates
Hans Wallenberg war von 1947 an mit seiner früheren Sekretärin Eva, geb. Josepeit, verheiratet. Er starb 1977 kinderlos und wurde in Berlin auf dem Friedhof Wilmersdorf in einem Urnengrab beigesetzt.

## Veröffentlichungen (Auswahl)
- 1966: Berlin Kochstraße (Die Geschichte des Ullsteinverlages)
- 1969: Kleine Geschichte der Zeitungsstadt Berlin (zusammen mit Arno Scholz)
- 1972: Von Berlin aus gesehen (Erlebnisberichte)